# أمانيت
يحتوي جنس أمانيت أو أمانيتا (الاسم العلمي: Amanita) على حوالي 600 نوع من عيش الغراب ذوات الصفائح (Lamellae)، بما في ذلك بعض من أكثر أنواع عيش الغراب السامة المعروفة الموجودة في جميع أنحاء العالم، بالإضافة إلى بعض الأنواع الصالحة للأكل. هذا الجنس مسؤول عن حوالي 95٪ من الوفيات الناتجة عن التسمم بهذا الفطر، مع أمانيت فالوسياني الذي يمثل حوالي 50٪ بمفردها. أقوى مادة سامة موجودة في هذا الفطر هي α-أمانيتين.
يحتوي الجنس أيضًا على العديد من أنواع عيش الغراب الصالح للأكل، لكن علماء الفطريات يثبطون صائدي الفطر، بخلاف الخبراء المطلعين، من اختيار أي منها للاستهلاك البشري. ومع ذلك، في بعض الثقافات، تعتبر الأنواع المحلية الصالحة للأكل من أمانيتا الدعائم الأساسية للأسواق في موسم النمو المحلي. ومن الأمثلة على ذلك أمانيت زامبيا Amanita zambiana وأنواع أخرى في وسط إفريقيا، A. basii والأنواع المماثلة في المكسيك، A. caesarea و Amanita rubescens في أوروبا، و A. chepangiana في جنوب شرق آسيا. تستخدم الأنواع الأخرى لتلوين الصلصات ، مثل A. jacksonii، مع مجموعة من شرق كندا إلى شرق المكسيك.
العديد من الأنواع غير معروفة صلاحيتها للأكل، خاصة في بلدان مثل أستراليا، حيث لا يُعرف الكثير من الفطريات.